# Balbino Medellin
 (octobre 2014).
Si vous disposez d'ouvrages ou d'articles de référence ou si vous connaissez des sites web de qualité traitant du thème abordé ici, merci de compléter l'article en donnant les références utiles à sa vérifiabilité et en les liant à la section « Notes et références ».
Pour les articles homonymes, voir Medellín (homonymie).
Balbino Medellín est un auteur, compositeur et interprète français, né le 11 août 1979 à Épinay-sur-Seine.

## Biographie
Balbino Medellin est un auteur, compositeur, interprète de chanson française. Catalan espagnol du côté de sa mère et Picard du côté paternel, il est issu d'un milieu modeste et ouvrier. Inspiré par les courants populaires et la poésie du quotidien, par les cultures catalanes, espagnoles et gitanes, sa carrière professionnelle débute en 2001 aux côtés de Sergent Garcia sur la tournée Sin fronteras et le titre Resiste me. Il participe ensuite à l'album Les Animals de Mano Solo en 2004 en interprétant avec lui le morceau Barrio Barbes. Il apparaît également sur l'album en public de Bernard Lavilliers, Escale au Grand Rex en 2005 sur le titre Les Mains d'or.
En 2006, Balbino Medellin sort son premier album, Gitan de Paname (Universal/Barclay - VK productions).
En 2007, il est invité à participer à l'album Plein de monde de Bratsch où il interprète le titre Bien roulée.
Balbino sort son deuxième album en 2008, Le Soleil et l'Ouvrier (Universal/Barclay - VK productions), et sortira le titre phare Perpignan, hommage à la ville où il passe une grande partie de son enfance.
En 2011, il revient avec un troisième album plus rock, Évangiles sauvages, (produit par Bernard Lavilliers), et profite de ce nouvel opus expérimental pour se rebaptiser Balbino. Il chantera également la chanson L'estaca, (chant anti Franquiste catalan), en duo avec Cali. Le single Bukowski est un hommage à l'écrivain Charles Bukowski, à son écriture et au personnage qu'il admire. Simultanément à la sortie de cet album, Balbino publie son premier recueil de poèmes, également intitulé Évangiles sauvages (chez Naive).
En 2014, il sort l'album À l'ancienne.